# San Cipriano Picentino
San Cipriano Picentino är en ort och kommun i provinsen Salerno i regionen Kampanien i Italien. Kommunen hade 6 571 invånare (2017).